# Distretto di Chengzhong
Il distretto di Chengzhong (城中区S, Chéngzhōng QūP) è un distretto della Cina, situato nella regione autonoma di Guangxi e amministrato dalla prefettura di Liuzhou.